# Twincam Motorsport
Twincam Motorsport – hiszpański zespół wyścigowy, startujący w latach 2005-2006 w Europejskim Pucharze Formuły Renault 2.0.

## Starty

### Europejski Puchar Formuły Renault 2.0
| Rok  | Bolid          | Kierowcy           | Wyścigi | Wygrane | PP | NO | Pkt | M.K. | M.Z. |
| ---- | -------------- | ------------------ | ------- | ------- | -- | -- | --- | ---- | ---- |
| 2005 | Tatuus-Renault | Oliver Campos-Hull | 2       | 0       | 0  | 0  | 0   | NS†  | NS†  |
| 2006 | Tatuus-Renault | Oliver Campos-Hull | 12      | 0       | 0  | 0  | 2   | 25   | 12   |
| 2006 | Tatuus-Renault | Walter Grubmüller  | 13      | 0       | 0  | 0  | 9   | 19   | 12   |
| 2006 | Tatuus-Renault | Daniel Campos-Hull | 2       | 0       | 0  | 0  | 0   | NS†  | 12   |

† – zawodnik nie był zaliczany do klasyfikacji.